# Aman
Aman, también llamado el "Reino Bendecido" y las "Tierras Imperecederas", es un lugar perteneciente al legendarium del escritor británico J. R. R. Tolkien, que aparece en su novela El Silmarillion y es nombrado en El Señor de los Anillos. Es el continente que, originalmente, era el más occidental de los territorios sobre el filo del Mundo, al otro lado del gran océano Belegaer. Sus costas occidentales miraban al Mar Exterior, llamado Ekkaia por los elfos. Más allá de este mar se encuentran los Muros de la Noche.
Debe su nombre a que allí se establecieron los Valar luego de la destrucción de su primera morada en la isla de Almaren, en el año 3450 de la edad de las lámparas a causa de la destrucción provocada por el inesperado ataque de Melkor. Fue fortificado con las montañas de las Pelóri que cercaban su costa oriental. De entre todas las Pelóri, la más alta era el Taniquetil, donde Manwë estableció su residencia en la torre de Ilmarin.
Más adelante, Aman se convirtió también en el hogar de los Calaquendi, o elfos de la luz, que se establecieron en distintas regiones. La tierra de los Valar en Aman es Valinor y su ciudad de residencia es Valmar (a veces Valimar). Otras ciudades importantes en Aman son Tirion, Formenos y Alqualondë. Frente a la costa oriental se encuentra la isla de Tol Eressëa.

## Algunos lugares de Aman

### Araman
Se llama Araman al territorio que se extiende entre las Pelóri y el Belegaer en la región norte de Aman. De gran extensión, puesto que comenzaba justo donde empieza la cadena montañosa, se curvaba hacia el Oeste; y comunicaba las Tierras Imperecederas con el Helcaraxë, y por ende con la Tierra Media.

### Avathar
Avathar son las tierras ubicadas en el extremo sur de Aman, entre las laderas orientales de las Pelóri y el Mar de las Sombras. En esa oscura región y en una hondonada al pie del monte Hyarmentir habitaba la Monstruosa Ungoliant. Melkor también se ocultó en esa región luego de descubierta su estrategia de corromper a los Eldar.
La palabra «avathar» es quenya y puede traducirse como ‘las sombras’, y la región se denomina así porque no llegaba a ella la luz de los árboles.

### Eldamar
Eldamar, que significa "Hogar de los Elfos" en Lengua Quenya, corresponde a la región de Aman en que habitan los elfos. Eldamar se encuentra en la región nororiental de Aman, cerca de la Cintura de Arda, rodeando la bahía del mismo nombre. Su territorio se extendía a ambos lados de las enormes montañas Pelóri e incluía la gran isla de Tol Eressëa y la región de Alqualondë. A veces se la llama Elendë en los relatos.

### Estancias de Mandos
Las estancias de Mandos son las mansiones del Vala Námo, conocido también como Mandos; se encuentran en la orilla occidental de Aman, donde las olas de Ekkaia rompen contra las Tierras Imperecederas. Ésta es la Mansión de los Muertos, en dónde el espíritu de los Elfos va cuando mueren, y en la cual residirán hasta que Arda sea rehecha, o bien, se les permita salir con el favor de los Valar; se dice que los espíritus de los hombres y enanos muertos residen en estancias distintas a la de los Elfos, pero esto es incierto, ya que sólo Ilúvatar conoce el destino final del pueblo de Aulë y de los Edain.

## Historia de Aman

### La creación de Arda: el comienzo
Eru, el Único, que en Arda es llamado Ilúvatar, creó a los Ainur, vástagos de su pensamiento, cada uno de ellos provenía de una parte de la mente de Ilúvatar, y ellos comprendían sólo la parte de dónde cada uno provenía. Ilúvatar los instruyó en música, para después convocarlos y pedirles que hicieran una Gran Música, y estos, con una variedad de instrumentos y con sus poderosas voces, hicieron una música que tuvo tres Movimientos; no ha habido música que se compare con la creada por los Ainur en los anales del tiempo. Dentro de la música se entretejió gran parte de las cosas que son y las cosas que serán, y otras cosas están sólo a merced de la voluntad de Eru, pues los mismos Ainur son parte de sus propios designios. Así fue como Eru les mostró lo que ellos habían plasmado en la música que crearon, vieron un Mundo hecho visible, y era un globo en el vacío; y se desplegó ante ellos su historia, y les pareció que vivía y crecía, y muchos de ellos se regocijaron y se alegraron con la contemplación de tantos colores, y fue así como varios de los Ainur desearon que tal visión se hiciera realidad, y querían formar parte de los acontecimientos y darle forma al mundo, para así prepararlo para la venida de los hijos de Ilúvatar (Elfos y Hombres), entonces Eru hizo la visión una realidad, y los Ainur que desearan morar en el nuevo mundo lo podían hacer, pero tenían que estar atados a su destino, tomar forma física y morar en él hasta que estuviera completado, de modo tal que ellos fuesen la vida del Mundo y el Mundo fusese su vida. Y por esto mismo se les llama los Valar, los Poderes del Mundo.
Tras entrar a Eä, el mundo que es, los Valar tomaron una forma física, parecida a la visión de los hijos de Ilúvatar, excepto en majestad y esplendor, y le dieron forma al Mundo, pero hubo uno entre ellos, Melkor, que deseaba reinar por sobre todos sus hermanos, y sus hermanos cavaron valles y Melkor los levantó; levantaron montañas y Melkor las derribó; ahondaron mares y Melkor los derramó; y nada podía conservarse en paz ni desarrollarse sin que Melkor lo deshiciera o corrompiera, sin embargo, todo esto dio forma al Mundo como fue en un inicio. Pasó entonces que los Valar hicieron guerra a Melkor, porque no estaban seguros de cuando llegarían los primeros nacidos, los Elfos, los primeros hijos de Ilúvatar; fue entonces cuando el Vala Tulkas, enviado por el mismo Eru para ayudar a los Valar en su lucha contra Melkor, llegó a Arda, y Melkor, ante el poderío y la furia de los Valar, se vio forzado a retirarse, abandonando el Mundo por un tiempo.

### La Edad de las Lámparas
Luego de la Primera Guerra contra Melkor, Yavanna plantó en Arda las semillas que tenía preparadas y pidió a su esposo, Aulë, que construyera dos poderosas lámparas con las que iluminar el mundo. Varda se encargó de llenarlas de luz y Manwë las consagró, siendo posteriormente situadas sobre dos altos pilares, uno en el norte, donde colocaron a Illuin, y otro en el sur, coronado por Ormal.

«La luz de las lámparas de los valar fluyó sobre la Tierra, de manera que todo quedó iluminado como si estuviera en un día inmutable».
«Del principio de los días», El Silmarillion.

Los Valar y los Maiar se asientan por aquella época en las regiones centrales de la Tierra Media, donde levantan su primera vivienda permanente en Arda: Almaren. Comienza entonces lo que se denomina «la Primavera de Arda», época en la que el mundo era joven y hermoso, lleno de vida, inclusive en la Tierra Media. Entonces, los Valar se alegraron, e hicieron una gran fiesta, en la cual Tulkas se desposó con la valië Nessa. Fue en ese momento en que Melkor, gracias a los espías que aún tenía entre los Valar, vio su momento de venganza, y llamando consigo a todos sus fieles servidores, cavó y edificó una gran fortaleza, Utumno, al nordeste de la Tierra Media, a la sombra de las Montañas de Hierro que él mismo levantó. Desde ahí la oscuridad empezó a crecer, arruinando la Primavera de Arda; pero los Valar, en su fiesta y con la luz de las lámparas, no se percataron del peligro hasta demasiado tarde, cuando Melkor derribó las dos lámparas, con lo cual Almaren quedó destruida y tuvieron que retirarse para siempre de la Tierra Media.
Desde entonces, los Valar se fueron a habitar al continente de Aman, que fortificaron levantando las Montañas Pelóri.

### La Edad de los Árboles o de las Estrellas
Tras establecerse en Aman, los Valar crearon los Dos Árboles de Valinor, el Plata, Telperion y Laurelin, el Dorado, que iluminaban toda Aman con la luz que emitían. Entonces comenzó la Cuenta del Tiempo, y aquel fue el primer día del mundo. En el momento en que la Valië Varda, la Señora de los Cielos, creó nuevas y más brillantes estrellas con el rocío plateado que recogió de las tintas de Telperion, en la Tierra Media despertaron los Primeros Nacidos, los elfos, que fueron encontrados por Oromë y que en aquel momento fueron llamados Eldar, término que luego se reservó solo para aquellos que llegaron a las Tierras Imperecederas.
Los Valar decidieron entonces llevar al continente de Aman a los elfos pues en la Tierra Media existía la gran maldad de Melkor. Incluso antes de que los Valar llegaran a rescatarlos, Melkor se enteró de su existencia y raptó a muchos de los Elfos que, mediante torturas, convirtió en Orcos. Otros Elfos renunciaron a seguir a Oromë hasta Aman, y se convirtieron en los Moriquendi, los que nunca vieron la luz de los Árboles.
Los Valar entonces crearon la ciudad de Eldamar especialmente para los Elfos y los convocaron a las Tierras imperecederas. Ulmo, el vala de los océanos los llevó a las Tierras Imperecederas cruzando el gran mar Belegaer en una isla que convirtió en su barco, llamada Tol Eressëa. Cuando les llegó el turno de cruzar a los Teleri, estos amaban tanto el mar que el maia Ossë convenció a Ulmo para que anclara la isla frente a la bahía de Eldamar.
Entre los elfos que llegaron al Reino Bendecido se cuentan los Vanyar, la mayor parte de los Noldor y muchos Teleri, comandados por Ingwë, Finwë y Olwë respectivamente; los Teleri fueron guiados inicialmente por Elwë Singollo, pero debido a que este se desvió del camino luego de encontrarse con Melian la maia y permaneció desaparecido por un tiempo, los Elfos Teleri que aún desearon seguir el camino a Aman fueron guiados por Olwë, hermano de Elwë; pero hubo quienes que por amor a Elwë decidieron quedarse y buscarlo, y ellos fueron los Sindar, los Elfos Grises, llamados así por los Noldor porque no lograron ver la luz de los árboles, pero tampoco se negaron a seguir a los Valar en un inicio; su residencia principal fue Doriath, su rey fue Elwë, quien tomó el nombre de Elu Thingol, Rey Mantogrís en lengua sindarin, y su reina fue Melian, y rigieron desde Menegroth, las mil cavernas, capital del reino.
En el año 1169 de la Edad de los Árboles nace Fëanor, primogénito del rey noldo Finwë; Fëanor, espíritu de fuego, es considerado el mayor artífice de la historia de elfos y hombres, dotado de una inteligencia y una habilidad sin par. Creó las Tengwar, se dice las Palantiri, y forjó muchos tesoros de poderío y belleza inigualable; pero su obra maestra fueron los Silmarils, joyas que contenían la luz de los Dos Árboles de Valinor; se dice que Fëanor se inspiró en la cabellera de la dama Galadriel para crear las tres joyas, debido a que tenía los cabellos iluminados de oro, como si hubiera atrapado en una red el resplandor de Laurelin.
Casi al final de la Edad de los Árboles (así llamada en Aman, llamada la Edad de las estrellas en la Tierra Media) sucedió que algunos de los Noldor que habían viajado a las Tierras Imperecederas volvieron a la Tierra Media a causa del robo los Silmarils y el asesinato de Finwë, Rey Supremo de los Noldor, por lo que Fëanor, Fingolfin, Fingon, Turgon, Finrod, Galadriel, entre otros Noldor, guiaron a su pueblo fuera de las Tierras Imperecederas en persecución de Melkor, que había envenenado los Dos Árboles y robado los tres Silmarils en complicidad con Ungoliant. Desde el momento que los Noldor emprendieron camino hacia la Tierra Media y pisaron la bahía de Alqualondë quedó forjado el destino que muchos de los Altos Elfos tendrían durante la Primera Edad del Sol, esto en consecuencia del pronunciamiento del Juramento de Fëanor y de la primera de las tres matanzas de Elfos por Elfos, por lo cual Mandos, a su vez, pronunció una maldición, conocida como la Maldición de Mandos o el Hado de los Noldor, la cual recae sobre todos aquellos Noldor que busquen los Silmarils.
Fëanor cae herido de muerte a manos de Gothmog, señor de los Balrogs, en la primera batalla de las guerras de Beleriand, tras un encarnizado combate con un grupo de Balrogs; luego, en su lecho de muerte, encomendó a sus hijos atenerse al juramento y vengar la muerte del padre, y así continuó vigente el juramento.

### Primera Edad del Sol: guerra contra Melkor por los Silmarils
La Primera Edad comienza con el levantamiento de la Luna y del Sol. En ese momento los hombres despiertan en el Este y algunos, luego de sucesos que se pierden en el misterio, emprenden el viaje hacia el Oeste. Los noldor llegan a la Tierra Media y los sindar los reciben gustosos, esto hasta no descubrir lo que había ocurrido en la bahía de Alqualondë.
No fue sino hasta el año 310 de la Primera Edad que los elfos de Beleriand conocen a los primeros hombres, cuando el rey Finrod Felagund, en camino de una cacería, se pierde en el bosque de Ossiriand y ahí escucha su canto. Sigilosamente, Finrod se acerca a ellos y, maravillado, espera a que se queden dormidos. Cuando lo hacen, Finrod se introduce en su campamento y comienza a cantar con su arpa sobre Valinor y los Dos Árboles. Los hombres no entienden su idioma pero el cantar de Finrod es tan puro que las imágenes mentales que les provoca su canto hacen que entiendan de qué habla. Desde entonces Finrod es conocido como Nom, que significa Sabiduría.
Luego de algunos años, durante los cuales se declararon guerras, se libraron batallas, se sitiaron fortalezas, se edificaron reinos, reyes caían y otros se erigían, se forjaron nuevos tesoros y linajes, se derramaron lágrimas, se desencadenaron bestias y demonios procedentes de las entrañas de Angband y se desarrollaron historias de valor, heroísmo, gloria, hermandad, amor, odio y traición; todos estos sucesos culminaron en la caída de muchos reinos élficos importantes en Beleriand como Doriath, Nargothrond y Gondolin, porque el poderío de Melkor crecía y la oscuridad ganaba terreno, y el Juramento de Fëanor seguía vigente y el Hado de los Noldor cubría a muchos de los Elfos exiliados, por lo que en el año 542, Eärendil, el medio Elfo, se embarcó a Tierras Imperecederas en busca de piedad y ayuda para los Elfos y los Hombres, pues este pertenecía a ambos linajes, por lo que los Valar reunieron un ejército, dentro del cual estaba Ingwë, que es considerado el Rey Supremo de todos los Elfos, con los Vanyar, y se dirigieron a la Tierra Media para así subyugar, encadenar y desterrar a Melkor de Arda en lo que se conoce como la Guerra de la Cólera, que causó la destrucción de Beleriand, quedando en su mayoría hundida en el gran mar. Melkor fue derrotado, pero su legado quedará en Arda por muchas edades.
Uno de los Silmarils acompaña a Eärendil en sus viajes por los círculos superiores de la tierra, los otros dos fueron recuperados después de la Guerra de la Cólera, por lo que Maedhros y Maglor, hijos de Fëanor, acudieron a Eönwë exigiéndole que los dos Silmarils, que se encontraban en la corona del Enemigo, les fuesen devueltos. El maia los rechazó, alegando que tras tantos actos impíos, no merecían poseer las joyas, y les convocó a un juicio ante Manwë. Maglor quería aceptar el dictamen de Eönwë pero Maedhros se negó y acabó convenciéndole para intentar robar los Silmarils, ante la imposibilidad de romper un juramento hecho con Ilúvatar como testigo. Así, los hermanos se infiltraron por la noche en el campamento del ejército de los Valar y asesinaron a los guardias que custodiaban los Silmarils, pero fueron descubiertos y a punto estuvieron de ser ajusticiados. Pero Eönwë impidió su muerte y ordenó que se les dejase marchar. Los dos hermanos se separaron, llevando cada uno un Silmaril; sin embargo, pronto comprendieron que realmente eran indignos de poseer las joyas, pues estas les quemaban en las manos: Maglor lanzó el Silmaril al mar y Maedhros, incapaz de soportar el dolor y la culpa, se arrojó con su Silmaril a una grieta ardiente, terminando así con el sufrimiento que durante tantos siglos le había acarreado el juramento de su padre, quien fue el más hábil de mente y de ingenio de entre los Primeros Nacidos, y el que más daño de le causó a su propio linaje y a todos aquellos que, por azares del destino e infortunio, se cruzaban en su camino y en el de sus descendientes.

### Segunda Edad del Sol: Anillos de Poder y caída de Númenor
Después de la Primera Edad del Sol, muchos de los Elfos exiliados regresaron a Aman y algunos Hombres fueron recompensados por los Valar por haber luchado valientemente en la guerra contra Melkor. Como Ilúvatar no permitía que los Hombres fueran inmortales, su premio fue vivir mucho más que los demás de su misma raza (edain) y ser mucho más hábiles y fuertes, parecidos a los Primeros Nacidos en fuerza y en esplendor. Estos Hombres fueron llamados los Dúnedain (Númenóreanos); Elros, hijo de Eärendil, fue su primer rey y de él descienden todos los reyes posteriores; e Ilúvatar les regaló la isla de Númenor (en lengua quenya, llamada Anadûnê Oesternessë en lengua Adûnaic de Númenor; ambos significan «tierra del oeste») en el centro del gran mar Belegaer, entre la Tierra Media y el Reino Bendecido, más cerca de la bahía de Eldamar, pero tenían prohibido navegar hacia este. Los Númenóreanos progresaron en ciencia y en esplendor, llegando así a la cúspide de su conocimiento; tenían contacto con los Elfos de Tol Eressëa mediante las Palantiri (siete con los Dúnedain y una con los Teleri) conservando por mucho tiempo su amistad con los mismos.
A causa de la Prohibición de los Valar, los Dúnedain de aquellos días navegaban siempre hacia el este y no hacia el oeste, y finalmente pusieron pie de nuevo en las costas occidentales en los Años Oscuros de los Hombres, puesto que aquellos pueblos de los Segundos Nacidos que no obedecieron el llamamiento de los Valar, y todos aquellos que huyeron durante la Guerra de la Cólera y se negaron a pelear, fueron menguando en fuerza y espíritu, convirtiéndose en sombras de lo que los Edain fueron en los años del mediodía de Beleriand; y los Dúnedain tuvieron contacto con ellos, y les enseñaron acerca de la siembra y molienda de la semilla, del corte de la leña y la talla de la piedra, y del ordenamiento de la vida tal como tenía que ser en las tierras de muerte rápida y dicha escasa; y los hombres de la Tierra Media encontraron consuelo, y se sacudieron el yugo de los vástagos de Morgoth y olvidaron el terror a las tinieblas; y los Númenóreanos no demoraron mucho en la Tierra Media, hacia la que, por fuerza, navegaban, aunque sus corazones se volvían siempre hacia el oeste, más allá de su hogar.
Sauron el maia, el más terrible y poderoso de los sirvientes de Melkor, se había negado a ir a juicio ante los Valar después de la Guerra de la Cólera y el destierro de su amo, por lo que huyó al este de la Tierra Media. Sauron tuvo entonces el deseo de controlar a todos los pueblos libres de la Tierra Media, a los Elfos por sobre todos los demás, porque sabía que ellos eran los más sabios, los más poderosos y que ellos poseían muchos secretos que aprendieron de los propios Valar, pues algunos de los Elfos exiliados y sus descendientes habitaban todavía en la Tierra Media, por lo que llegó ante ellos con una forma hermosa y se presentó a sí mismo como Annatar, el Señor de los Dones, maia del séquito de Aulë enviado por los mismos Valar, y fue bien recibido por Celebrimbor (nieto de Fëanor) y los Gwaith-i-Mírdain, herreros de grandes habilidades, quienes deseaban sobre todas las cosas el conocimiento máximo incólume de los secretos del mundo. Annatar, siendo un maia del séquito de Aüle, encajó perfectamente en los designios de los Noldor al aprovechar el deseo de estos de alcanzar el cénit del conocimiento y la creación con la finalidad de someterlos a sus propios designios. Allí persuadió a los Elfos para que forjasen los Anillos de poder. Para sí reservó la forja del Anillo Único en los fuegos del Monte del Destino. Pero Celebrimbor desconfió de Annatar y entregó los tres Anillos élficos antes de que Sauron regresara a Eregion. Fue la unión del conocimiento de los Elfos y Sauron lo que logró la creación de los anillos, puesto que ni el uno ni los otros hubiesen podido alcanzar dicha ciencia por sí solos.
Sauron pronunció entonces el conocido hechizo para someter a los otros anillos y las voluntades de sus portadores. Enterado de la entrega de los Anillos Élficos por parte de Celebrimbor, Annatar mostró su verdadera identidad y montando en cólera regresó abiertamente como Sauron con un ejército desde Mordor para arrasar con Eregion y recuperar los Anillos de Poder; destruyendo por completo todo Ost-in-Edhil y matando a Celebrimbor, clavando su cabeza en una pica para terror de Elfos y Hombres, no sin antes torturarlo para obtener la ubicación de los tres anillos élficos, en lo cual no tuvo éxito y dicha ubicación se mantuvo en secreto hasta el final de la Tercera Edad del Sol.
Mientras tanto, el rechazo a la muerte entre los Dúnedain se iba manifestando más abiertamente, que fue uno de los tantos males que Morgoth sembró desde el despertar de los hombres; y debido a la Prohibición de los Valar y al poco entendimiento que los Hombres del Oeste tuvieron acerca de los designios de Ilúvatar, un descontento hacia los propios Valar se sembró en los corazones del pueblo, un descontento por miedo al don con el que Ilúvatar los había dotado, el don de abandonar el mundo para siempre; y en pleno mediodía de Númenor, la beatitud de Oesternessë menguó, aunque continuó aumentando en poder y esplendor, porque los reyes y el pueblo no habían perdido aún el buen juicio, y si ya no amaban a los Valar, al menos aún les temían; y aunque el miedo a la muerte se extendía por todo Númenor, el pueblo se dividió en dos: Los Hombres del Rey y los Amigos de los Elfos; los primeros eran gente orgullosa, se apartaron de los Eldar y los Valar, y los segundos se mantenían fieles al Rey y a la casa de Elros, pero deseaban conservar la amistad de los Eldar, y escucharon el consejo de los Señores de Occidente.
Sauron, imitando a su amo Morgoth, extiende la oscuridad, dominando a los Hombres menores de la Tierra Media, quienes, temerosamente, lo veneraban como a un dios que invadía Eriador, el cual caía bajo su poder y asolaba todo lo que se levanta a su paso. Finalmente es vencido por el ataque conjunto de los Elfos en el norte y los Númenóreanos en el sur: ésta es la segunda gran derrota de Sauron. Al ser derrotado, Sauron huye al este en donde se refugia e intenta recuperar su poder.
A finales de la Segunda Edad, Sauron, quien tiene en su poder el Anillo Regente, es el Señor más poderoso de la Tierra Media, y tenía planes de arrojar a los Númenóreanos al mar y destruir Númenor de ser posible, esto despierta la ira y la envidia de Ar-Pharazôn, el Último rey Númenóreano en regir la isla, y guiado por su orgullo llevó su ejército a la Tierra media y reclamó el título de Rey del Mundo para sí mismo, y quería someter a Sauron y convertirlo en vasallo y sirviente, y fue así como envió heraldos y le ordenó a Sauron que se presentara ante él y le jurara fidelidad. Y Sauron acudió en paz, porque advirtió que el poder y la majestad de los Reyes del Mar sobrepasaban todos los rumores, y pronunciando dulces palabras, se humilló y se rindió ante el Rey, y fue llevado preso a Númenor. Una vez estando en Númenor, Sauron ideó un plan para llevar a la ruina a los altos hombres de Oesternessë y de esta manera fue haciéndose poco a poco de la confianza de Ar-Pharazôn y de gente de alto linaje, y estos lo escuchaban, pues Sauron era astuto y tenía conocimientos de muchas cosas, pues era del linaje de los propios Valar, y su apariencia no era terrible sino venerable, de manera que algunos pensaban que en realidad era Sauron el que gobernaba. Fue así como Sauron convenció al rey de que debía de venerar a Morgoth, el Señor Oscuro, y no a Eru, por lo que muchos Númenóreanos (Númenóreanos Negros) comenzaron a alabarlo, destruyendo a su vez el altar dedicado a Ilúvatar, y a Nimloth, el Árbol Blanco de Númenor, vástago de Celeborn de Tol Eressëa, que a su vez era vástago de Galathilion, el árbol blanco de Tirion, vástago de Telperion de Valinor. Además, Sauron hizo crecer la inquietud del deseo de los Dúnedain por la inmortalidad, convenciéndolos de que los Valar estaban en su contra, que los Elfos no eran los únicos que merecían el don de la inmortalidad y que ellos también merecían vivir en Aman si es que así lo deseaban y así obtener inmortalidad, por lo que en el año 3319 de la Segunda Edad, algunos Dúnedain bajo el consejo de Sauron y al mando del rey Ar-Pharazôn, decidieron atacar a los Valar. Ilúvatar, furioso por esto, destruyó toda la flota y a todos los Dúnedain que en ella viajaban, arrancando las Tierras Imperecederas fuera de los círculos del mundo. Además hundió la isla de Númenor con todos sus habitantes (incluido Sauron, que a causa de esto perdió su habilidad para tomar formas hermosas) sobreviviendo solo unos pocos que, fieles a los Valar y precavidos de lo que ocurriría (llamados fieles o Elendili), viajaron a la Tierra Media comandados por Elendil y sus hijos, Isildur y Anárion, donde crearon los reinos Dúnedain de Arnor y Gondor. Elendil y Gil-Galad, el último rey supremo de los Noldor en la Tierra media, formaron la Última Alianza y marcharon contra Sauron. Ambos reyes fueron retados y muertos en combate singular por Sauron; se decía que a la unión de la espada de Elendil y la lanza de Gil-Galad nadie podía sobrevivir, excepto uno. Isildur, rey de los Dúnedain por derecho, tomó la espada rota de su padre y con esta quitó el Anillo Único de la mano de Sauron, derrotando así la maldad de forma temporal, dando inicio a la Tercera Edad del Sol.
Luego del hundimiento de Númenor, Aman ya no se encuentra dentro de los círculos del mundo y es inalcanzable por métodos normales, solo pueden llegar hasta allí quienes naveguen por el Camino Recto a través de los barcos mágicos de los Puertos Grises, pertenecientes a los sindar, gobernados por Círdan, el carpintero de barcos.

### Tercera Edad del Sol: el fin de la Guerra del Anillo
Durante la Tercera Edad casi todos los acontecimientos relevantes que suceden en Arda tienen lugar en la Tierra Media (la muerte de Isildur, el hallazgo del Anillo Único por parte de Sméagol, la muerte de Smaug y la Batalla de los Cinco Ejércitos o finalmente la Guerra del Anillo y destrucción de Sauron). Son ampliamente desconocidos los sucesos que tienen lugar en Amán durante ese periodo de tiempo. Merece mencionarse el Concilio de los Valar en el que se tomó la decisión de enviar a la Tierra Media varios maiar (conocidos como Istari) para ayudar en la lucha contra Sauron.
En el año 3021 T. E. después de la derrota definitiva de Sauron y la coronación de Aragorn como Rey del Reino Unificado de Gondor y Arnor, casi todos los Altos Elfos, excepto Celeborn, como Elrond, la dama Galadriel y Círdan de los Puertos Grises partieron junto a Gandalf, Bilbo y Frodo Bolsón en las últimas naves capaces de navegar por el Camino Recto hacia Aman. Se dice en el prólogo de La Comunidad del Anillo que Celeborn se fue a Imladris por un tiempo después de la partida de la dama Galadriel a Tierras Imperecederas, y que vivió ahí un tiempo junto a sus nietos, Elladan y Elrohir, quienes eligieron quedarse junto con algunos de los Altos Elfos restantes. El prólogo menciona que "no hay registro del día cuando al fin él (Celeborn) vio los Puertos Grises, y con él se fue la última memoria viviente de los Días Antiguos en la Tierra Media."

### Cuarta Edad del Sol
Tras esto, en el año 61 C. E. muere Rosa, la esposa de Sam, por lo que este se dirige a las Colinas de las Torres donde ve a su hija Elanor por última vez y le entrega el Libro Rojo que queda en manos de los Belinfantes de las Torres, sus descendientes. Después de despedirse de su hija, Sam partió a los Puertos Grises, desde donde se dice que partió rumbo a las Tierras Imperecederas, como último de los Portadores del Anillo.
En la primavera del año 63 C.E., llegó un mensaje desde Rohan a La Comarca: el Rey Éomer quería ver una vez más al Señor Escanciador. Meriadoc era viejo entonces (102), pero todavía vigoroso. Consultó con su amigo el Thain Peregrin, y no tardaron en repartir bienes y cargos entre sus hijos y se pusieron en camino por el Vado de Sarn y no se los volvió a ver en la Comarca. Se dijo que el Señor Meriadoc llegó a Edoras y estuvo con el Rey Éomer antes de que este muriera en el otoño. Luego él y el Thain fueron a Gondor y pasaron allí los breves años que les restaban de vida hasta que murieron y fueron sepultados en La Calle del Silencio entre los grandes de Gondor.
El 1 de marzo del año 120 C. E., el rey Elessar Telcontar eligió morir, como lo hacían los reyes de antaño, y fue sucedido en el trono por su hijo Eldarion. Entonces Legolas fabricó un barco gris en Ithilien y, junto con su amigo Gimli, navegó por el Anduin hasta llegar al gran mar con rumbo hacia Tierras Imperecederas. Con la partida de este navío, la Comunidad del Anillo llegó a su fin y nunca más se supo de ellos en la Tierra Media.

### Dagor Dagorath
Una profecía habla de cómo Morgoth logrará liberarse finalmente de la cadena Angainor y romper las Puertas de la Noche; para atacar Arda y a los valar, y, como objetivo principal, destruir el Sol y la Luna. Sauron, sin necesidad del Anillo Único, se levantará con todo su poder como lugarteniente de Morgoth, acompañado posiblemente de sus sirvientes los Nazgûl.
En esta última batalla, Eärendil se reunirá en las explanadas de Valinor con Manwë, Tulkas, Eönwë, Túrin y Beren, y todos los pueblos libres de la Tierra Media, elfos, enanos y hombres; e incluso Ar-Phârazon luchará contra Melkor. La profecía predice que Tulkas se enfrentará en singular batalla ante Melkor pero no será sino por las manos de Túrin Turambar, blandiendo su espada Gurthang, como Melkor encontrará su fin, ya que la espada reclamaría venganza por la familia de su amo. Gurthang atravesará el corazón negro de Melkor.